# Вікіпедія мовою волапюк
Вікіпедія мовою волапюк — розділ Вікіпедії мовою волапюк. Заснована в січні 2004 року. Зараз цей розділ займає 63-те місце у списку Вікіпедій, розташовуючись між македонською і валійською Вікіпедіями.
23 серпня 2007 року кількість статей у розділі перевищила 50 тисяч. 5 вересня 2007 року в цьому розділі кількість статей склала понад 90 тисяч, у такий спосіб розділ став найбільшим серед Вікіпедій штучними мовами, обійшовши розділ мовою есперанто. 8 вересня 2007 року, завдяки черговій заливці ботом статей про міста Європи і Північної Америки, розділ мовою волапюк став 15-м розділом, який досяг межі у 100 тисяч статей.
Розділ Вікіпедії мовою волапюк став другим серед великих розділів (після ломбардського) з показником «глибини», близьким до нуля. Причина такого низького показника — переважна більшість статей створена роботами.

## Сучасність
Вікіпедія мовою волапюк станом на 23 березня 2025 року містить 40 845 статей, 37 658 зареєстрованих користувачів, 41 активного дописувача, 2 адміністраторів
. Загальна кількість сторінок в Вікіпедії мовою волапюк — 158 070, редагувань — 3 310 111, мультимедійні файли відсутні
. Глибина (рівень розвитку мовного розділу) Вікіпедії мовою волапюк велика і становить 172.5 пунктів
. 